# 愛無限 (歌曲)
《愛無限》（英語：International Love）是一首由美國說唱歌手皮普保罗所創作的歌曲，收錄於他的第六張錄音室專輯《舞池星球》中。

## 外部連結
- YouTube上的"International Love" music video
- YouTube上的"International Love" audio